# Председатель Генеральной Ассамблеи ООН
Председатель ГА ООН открывает и закрывает каждое пленарное заседание Генеральной Ассамблеи Организации Объединённых Наций, полностью руководит работой Генеральной Ассамблеи и поддерживает порядок на её заседаниях.

## Выборы
Председатель избирается на один год из числа стран — членов ООН, за исключением постоянных членов Совета Безопасности ООН. Он представляет попеременно одну из пяти географических групп: стран Африки, Азии, Восточной Европы, Латинской Америки и Карибского бассейна, Западной Европы и других государств.

## Список председателей Генеральной Ассамблеи ООН
| Номер сессии                                       | Имя                                 | Страна            | Период председательства                                                                         |
| -------------------------------------------------- | ----------------------------------- | ----------------- | ----------------------------------------------------------------------------------------------- |
| 1-я сессия                                         | Поль-Анри Спаак                     | Бельгия           | 10 января 1946 — 16 сентября 1947                                                               |
| 1-я специальная сессия                             | Поль-Анри Спаак                     | Бельгия           | 28 апреля 1947 — 15 мая 1947                                                                    |
| 2-я сессия                                         | Освалдо Аранья                      | Бразилия          | 16 сентября 1947 — 16 сентября 1948                                                             |
| 2-я специальная сессия                             | Хосе Арсе                           | Аргентина         | 16 апреля 1948 — 14 мая 1948                                                                    |
| 3-я сессия                                         | Хосе Арсе                           | Аргентина         | 16 сентября 1948 — 21 сентября 1948                                                             |
| 3-я сессия                                         | Герберт Вир Эватт                   | Австралия         | 21 сентября 1948 — 20 сентября 1949                                                             |
| 4-я сессия                                         | Карлос Пенья Ромуло                 | Филиппины         | 20 сентября 1949 — 19 сентября 1950                                                             |
| 5-я сессия                                         | Насролла Энтезам                    | Иран              | 19 сентября 1950 — 6 ноября 1951                                                                |
| 6-я сессия                                         | Луис Падилья Нерво                  | Мексика           | 6 ноября 1951 — 14 октября 1952                                                                 |
| 7-я сессия                                         | Лестер Пирсон                       | Канада            | 14 октября 1952 — 15 сентября 1953                                                              |
| 8-я сессия                                         | Виджая Лакшми Пандит                | Индия             | 15 октября 1953 — 21 сентября 1954                                                              |
| 9-я сессия                                         | Ээлко Николас ван Клеффенс          | Нидерланды        | 21 октября 1954 — 20 сентября 1955                                                              |
| 10-я сессия                                        | Хосе Маса Фернандес                 | Чили              | 20 сентября 1955 — 1 ноября 1956                                                                |
| 1-я чрезвычайная специальная сессия                | Рудекиндо Ортега Массон             | Чили              | 1 ноября 1956 — 10 ноября 1956                                                                  |
| 2-я чрезвычайная специальная сессия                | Рудекиндо Ортега Массон             | Чили              | 4 ноября 1956 — 10 ноября 1956                                                                  |
| 11-я сессия                                        | принц Ван Вайтайакон                | Таиланд           | 12 ноября 1956 — 17 сентября 1957                                                               |
| 12-я сессия                                        | Лесли Нокс Мунро                    | Новая Зеландия    | 17 сентября 1957 — 16 сентября 1958                                                             |
| 3-я чрезвычайная специальная сессия                | Лесли Нокс Мунро                    | Новая Зеландия    | 8 августа 1956 — 12 августа 1956                                                                |
| 13-я сессия                                        | Шарль Хабиб Малик                   | Ливан             | 16 сентября 1958 — 15 сентября 1959                                                             |
| 14-я сессия                                        | Виктор Андрес Белаунде Диес Кансеко | Перу              | 15 сентября 1959 — 20 сентября 1960                                                             |
| 4-я чрезвычайная специальная сессия                | Виктор Андрес Белаунде Диес Кансеко | Перу              | 17 сентября 1960 — 19 сентября 1960                                                             |
| 15-я сессия                                        | Фредерик Генри Боланд               | Ирландия          | 20 сентября 1960 — 20 сентября 1961                                                             |
| 3-я специальная сессия                             | Фредерик Генри Боланд               | Ирландия          | 21 августа 1961 — 25 августа 1961                                                               |
| 16-я сессия                                        | Монжи Слим                          | Тунис             | 20 сентября 1961 — 18 сентября 1962                                                             |
| 17-я сессия                                        | Мохаммад Зафарулла-Хан              | Пакистан          | 18 сентября 1962 — 17 сентября 1963                                                             |
| 4-я специальная сессия                             | Мохаммад Зафарулла-Хан              | Пакистан          | 14 мая 1963 — 27 июня 1963                                                                      |
| 18-я сессия                                        | Карлос Соса Родригес                | Венесуэла         | 17 сентября 1963 — 1 декабря 1964                                                               |
| 19-я сессия                                        | Алекс Куэйсон-Сэки                  | Гана              | 1 декабря 1964 — 21 сентября 1965                                                               |
| 20-я сессия                                        | Аминторе Фанфани                    | Италия            | 21 сентября 1965 — 20 сентября 1966                                                             |
| 21-я сессия                                        | Абдул Рахман Пажвак                 | Афганистан        | 20 сентября 1966 — 19 сентября 1967                                                             |
| 5-я специальная сессия                             | Абдул Рахман Пажвак                 | Афганистан        | 21 апреля 1967 — 13 июня 1967                                                                   |
| 5-я чрезвычайная специальная сессия                | Абдул Рахман Пажвак                 | Афганистан        | 17 июня 1967 — 18 сентября 1967                                                                 |
| 22-я сессия                                        | Корнелиу Мэнеску                    | Румыния           | 19 сентября 1967 — 24 сентября 1968                                                             |
| 23-я сессия                                        | Эмилио Ареналес Каталан             | Гватемала         | 24 сентября 1968 — 17 апреля 1969                                                               |
| 24-я сессия                                        | Анжи Элизабет Брукс-Рэндольф        | Либерия           | 16 сентября 1969 — 15 сентября 1970                                                             |
| 25-я сессия                                        | Эдвард Исак Хамбро                  | Норвегия          | 15 сентября 1970 — 21 сентября 1971                                                             |
| 26-я сессия                                        | Адам Малик                          | Индонезия         | 21 сентября 1971 — 19 сентября 1972                                                             |
| 27-я сессия                                        | Станислав Трепшиньский              | Польша            | 19 сентября 1972 — 18 сентября 1973                                                             |
| 28-я сессия                                        | Леопольдо Бенитес Венуэса           | Эквадор           | 18 сентября 1973 — 17 сентября 1974                                                             |
| 6-я специальная сессия                             | Леопольдо Бенитес Венуэса           | Эквадор           | 9 апреля 1974 — 2 мая 1974                                                                      |
| 29-я сессия                                        | Абдель Азиз Бутефлика               | Алжир             | 17 сентября 1974 — 16 сентября 1975                                                             |
| 30-я сессия                                        | Гастон Эгмонд Торн                  | Люксембург        | 16 сентября 1975 — 21 сентября 1976                                                             |
| 7-я специальная сессия                             | Гастон Эгмонд Торн                  | Люксембург        | 1 сентября 1976 — 16 сентября 1976                                                              |
| 31-я сессия                                        | Гамильтон Ширли Амерасинге          | Шри-Ланка         | 21 сентября 1976 — 20 сентября 1977                                                             |
| 32-я сессия                                        | Лазар Мойсов                        | Югославия         | 20 сентября 1977 — 19 сентября 1978                                                             |
| 8-я специальная сессия                             | Лазар Мойсов                        | Югославия         | 20 апреля 1978 — 21 апреля 1978                                                                 |
| 9-я специальная сессия                             | Лазар Мойсов                        | Югославия         | 24 апреля 1978 — 3 мая 1978                                                                     |
| 10-я специальная сессия                            | Лазар Мойсов                        | Югославия         | 23 мая 1978 — 30 июня 1978                                                                      |
| 33-я сессия                                        | Индалесио Льевано Агирре            | Колумбия          | 19 сентября 1978 — 18 сентября 1979                                                             |
| 34-я сессия                                        | Салим Ахмед Салим                   | Танзания          | 18 сентября 1979 — 16 сентября 1980                                                             |
| 6-я чрезвычайная специальная сессия                | Салим Ахмед Салим                   | Танзания          | 10 января 1980 — 14 января 1980                                                                 |
| 7-я чрезвычайная специальная сессия                | Салим Ахмед Салим                   | Танзания          | 22 июля 1980 — 29 июля 1980                                                                     |
| 11-я специальная сессия                            | Салим Ахмед Салим                   | Танзания          | 25 августа 1980 — 15 сентября 1980                                                              |
| 35-я сессия                                        | Рюдигер фон Вехмар                  | ФРГ               | 16 сентября 1980 — 15 сентября 1981                                                             |
| 8-я чрезвычайная специальная сессия                | Рюдигер фон Вехмар                  | ФРГ               | 3 сентября 1981 — 14 сентября 1981                                                              |
| 36-я сессия                                        | Исмат Киттани                       | Ирак              | 15 сентября 1981 — 21 сентября 1982                                                             |
| 9-я чрезвычайная специальная сессия                | Исмат Киттани                       | Ирак              | 29 января 1982 — 5 февраля 1982                                                                 |
| 7-я чрезвычайная специальная сессия (продолжение)  | Исмат Киттани                       | Ирак              | 20 апреля 1982 — 28 апреля 1982, 25 июня 1982 — 26 июня 1982, 16 августа 1982 — 19 августа 1982 |
| 12-я специальная сессия                            | Исмат Киттани                       | Ирак              | 7 июня 1982 — 10 июля 1982                                                                      |
| 37-я сессия                                        | Имре Холлаи                         | Венгрия           | 21 сентября 1982 — 20 сентября 1983                                                             |
| 7-я чрезвычайная специальная сессия (продолжение)  | Имре Холлаи                         | Венгрия           | 24 сентября 1982                                                                                |
| 38-я сессия                                        | Хорхе Энрике Ильюэка Сибаусте       | Панама            | 20 сентября 1983 — 18 сентября 1984                                                             |
| 39-я сессия                                        | Пол Джон Фирмино Лусака             | Замбия            | 18 сентября 1984 — 17 сентября 1985                                                             |
| 40-я сессия                                        | Хайме де Пиньес Рубио               | Испания           | 17 сентября 1985 — 16 сентября 1986                                                             |
| 13-я специальная сессия                            | Хайме де Пиньес Рубио               | Испания           | 27 мая 1986 — 1 июня 1986                                                                       |
| 41-я сессия                                        | Хумаюн Рашид Чоудхури               | Бангладеш         | 16 сентября 1986 — 15 сентября 1987                                                             |
| 14-я специальная сессия                            | Хумаюн Рашид Чоудхури               | Бангладеш         | 17 сентября 1986 — 20 сентября 1986                                                             |
| 42-я сессия                                        | Петер Флорин                        | ГДР               | 15 сентября 1987 — 20 сентября 1988                                                             |
| 15-я специальная сессия                            | Петер Флорин                        | ГДР               | 15 мая 1988 — 25 июня 1988                                                                      |
| 43-я сессия                                        | Данте Марио Капуто                  | Аргентина         | 20 сентября 1988 — 19 сентября 1989                                                             |
| 44-я сессия                                        | Джозеф Нанвен Гарба                 | Нигерия           | 19 сентября 1989 — 18 сентября 1990                                                             |
| 16-я специальная сессия                            | Джозеф Нанвен Гарба                 | Нигерия           | 12 декабря 1989 — 14 декабря 1989                                                               |
| 17-я специальная сессия                            | Джозеф Нанвен Гарба                 | Нигерия           | 20 февраля 1990 — 23 февраля 1990                                                               |
| 18-я специальная сессия                            | Джозеф Нанвен Гарба                 | Нигерия           | 23 апреля 1990 — 1 мая 1990                                                                     |
| 45-я сессия                                        | Гвидо де Марко                      | Мальта            | 18 сентября 1990 — 17 сентября 1991                                                             |
| 46-я сессия                                        | Самир аль-Шихаби                    | Саудовская Аравия | 17 сентября 1991 — 15 сентября 1992                                                             |
| 47-я сессия                                        | Стоян Димитров Ганев                | Болгария          | 15 сентября 1992 — 21 сентября 1993                                                             |
| 48-я сессия                                        | Руди Инсаналли                      | Гайана            | 21 сентября 1993 — 20 сентября 1994                                                             |
| 49-я сессия                                        | Амара Эсси                          | Кот-д’Ивуар       | 20 сентября 1994 — 19 сентября 1995                                                             |
| 50-я сессия                                        | Диогу Фрейташ ду Амарал             | Португалия        | 19 сентября 1995 — 17 сентября 1996                                                             |
| 51-я сессия                                        | Разали Исмаил                       | Малайзия          | 17 сентября 1996 — 16 сентября 1997                                                             |
| 10-я чрезвычайная специальная сессия               | Разали Исмаил                       | Малайзия          | 24 апреля 1997 — 25 апреля 1997, 15 июля 1997                                                   |
| 19-я специальная сессия                            | Разали Исмаил                       | Малайзия          | 23 июня 1997 — 27 июня 1997                                                                     |
| 52-я сессия                                        | Геннадий Иосифович Удовенко         | Украина           | 16 сентября 1997 — 9 сентября 1998                                                              |
| 10-я чрезвычайная специальная сессия (продолжение) | Геннадий Иосифович Удовенко         | Украина           | 13 ноября 1997, 17 марта 1998                                                                   |
| 20-я специальная сессия                            | Геннадий Иосифович Удовенко         | Украина           | 8 июня 1998 — 10 июня 1998                                                                      |
| 53-я сессия                                        | Дидье Опертти Бадан                 | Уругвай           | 9 сентября 1998 — 14 сентября 1999                                                              |
| 10-я чрезвычайная специальная сессия (продолжение) | Дидье Опертти Бадан                 | Уругвай           | 5 февраля 1999 — 9 февраля 1999                                                                 |
| 21-я специальная сессия                            | Дидье Опертти Бадан                 | Уругвай           | 30 июня 1999 — 2 июля 1999                                                                      |
| 54-я сессия                                        | Тео-Бен Гурираб                     | Намибия           | 14 сентября 1999 — 5 сентября 2000                                                              |
| 22-я специальная сессия                            | Тео-Бен Гурираб                     | Намибия           | 27 сентября 1999 — 28 сентября 1999                                                             |
| 23-я специальная сессия                            | Тео-Бен Гурираб                     | Намибия           | 5 июня 2000 — 9 июня 2000                                                                       |
| 24-я специальная сессия                            | Тео-Бен Гурираб                     | Намибия           | 26 июня 2000 — 30 июня 2000                                                                     |
| 55-я сессия                                        | Харри Холкери                       | Финляндия         | 5 сентября 2000 — 12 сентября 2001                                                              |
| 10-я чрезвычайная специальная сессия (продолжение) | Харри Холкери                       | Финляндия         | 18 октября 2000 — 20 октября 2000                                                               |
| 25-я специальная сессия                            | Харри Холкери                       | Финляндия         | 6 июня 2001 — 8 июня 2001                                                                       |
| 26-я специальная сессия                            | Харри Холкери                       | Финляндия         | 25 июня 2001 — 27 июня 2001                                                                     |
| 56-я сессия                                        | Хан Сен Су                          | Южная Корея       | 12 сентября 2001 — 10 сентября 2002                                                             |
| 10-я чрезвычайная специальная сессия (продолжение) | Хан Сен Су                          | Южная Корея       | 20 декабря 2001, 7 мая 2002                                                                     |
| 27-я специальная сессия                            | Хан Сен Су                          | Южная Корея       | 8 мая 2002 — 10 мая 2002                                                                        |
| 57-я сессия                                        | Ян Каван                            | Чехия             | 10 сентября 2002 — 16 сентября 2003                                                             |
| 58-я сессия                                        | Джулиан Роберт Ханте                | Сент-Люсия        | 16 сентября 2003 — 14 сентября 2004                                                             |
| 10-я чрезвычайная специальная сессия (продолжение) | Джулиан Роберт Ханте                | Сент-Люсия        | 19 сентября 2003, 8 декабря 2003, 16 июля 2004 — 20 июля 2004                                   |
| 59-я сессия                                        | Жан Пин                             | Габон             | 14 сентября 2004 — 13 сентября 2005                                                             |
| 28-я специальная сессия                            | Жан Пин                             | Габон             | 24 января 2005                                                                                  |
| 60-я сессия                                        | Ян Кеннет Гленн Элиассон            | Швеция            | 13 сентября 2005 — 12 сентября 2006                                                             |
| 61-я сессия                                        | Хайя Рашид аль-Халифа               | Бахрейн           | 12 сентября 2006 — 18 сентября 2007                                                             |
| 10-я чрезвычайная специальная сессия (продолжение) | Хайя Рашид аль-Халифа               | Бахрейн           | 17 ноября 2006, 15 декабря 2006                                                                 |
| 62-я сессия                                        | Срджан Асан Керим                   | Македония         | 18 сентября 2007 — 16 сентября 2008                                                             |
| 63-я сессия                                        | Мигель д`Эското Брокман             | Никарагуа         | 16 сентября 2008 — 15 сентября 2009                                                             |
| 10-я чрезвычайная специальная сессия (продолжение) | Мигель д`Эското Брокман             | Никарагуа         | 15 января 2009 — 16 января 2009                                                                 |
| 64-я сессия                                        | Али Абдель Салам ат-Трейки          | Ливия             | 15 сентября 2009 — 14 сентября 2010                                                             |
| 65-я сессия                                        | Жозеф Дейс                          | Швейцария         | 14 сентября 2010 — 13 сентября 2011                                                             |
| 66-я сессия                                        | Насер Абдель-Азиз ан-Насер          | Катар             | 13 сентября 2011 — 18 сентября 2012                                                             |
| 67-я сессия                                        | Вук Еремич                          | Сербия            | 18 сентября 2012 — 17 сентября 2013                                                             |
| 68-я сессия                                        | Джон Уильям Эш                      | Антигуа и Барбуда | 17 сентября 2013 — 16 сентября 2014                                                             |
| 69-я сессия                                        | Сэм Кутеса                          | Уганда            | 16 сентября 2014 — 15 сентября 2015                                                             |
| 29-я специальная сессия                            | Сэм Кутеса                          | Уганда            | 22 сентября 2014                                                                                |
| 70-я сессия                                        | Могенс Люккетофт                    | Дания             | 15 сентября 2015 — 13 сентября 2016                                                             |
| 30-я специальная сессия                            | Могенс Люккетофт                    | Дания             | 19 — 21 апреля 2016                                                                             |
| 71-я сессия                                        | Питер Томсон                        | Фиджи             | 13 сентября 2016 — 12 сентября 2017                                                             |
| 72-я сессия                                        | Мирослав Лайчак                     | Словакия          | 12 сентября 2017 — 18 сентября 2018                                                             |
| 10-я чрезвычайная специальная сессия (продолжение) | Мирослав Лайчак                     | Словакия          | 21 декабря 2017, 13 июня 2018                                                                   |
| 73-я сессия                                        | Мария Фернанда Эспиноса             | Эквадор           | 18 сентября 2018 — 17 сентября 2019                                                             |
| 74-я сессия                                        | Тиджани Мухаммад-Банде              | Нигерия           | 17 сентября 2019 — 15 сентября 2020                                                             |
| 75-я сессия                                        | Волкан Бозкыр                       | Турция            | 15 сентября 2020 — 14 сентября 2021                                                             |
| 31-я специальная сессия                            | Волкан Бозкыр                       | Турция            | 3 — 4 декабря 2020                                                                              |
| 32-я специальная сессия                            | Волкан Бозкыр                       | Турция            | 2 — 4 июня 2021                                                                                 |
| 76-я сессия                                        | Абдулла Шахид                       | Мальдивы          | 14 сентября 2021 — 12 сентября 2022                                                             |
| 11-я чрезвычайная специальная сессия               | Абдулла Шахид                       | Мальдивы          | 28 февраля — 2 марта 2022, 23—24 марта 2022, 7 апреля 2022                                      |
| 77-я сессия                                        | Чаба Кёрёши                         | Венгрия           | 12 сентября 2022 — 5 сентября 2023                                                              |
| 11-я чрезвычайная специальная сессия (продолжение) | Чаба Кёрёши                         | Венгрия           | 10 и 12 октября 2022, 14 ноября 2022, 22—23 февраля 2023                                        |
| 78-я сессия                                        | Дэннис Фрэнсис                      | Тринидад и Тобаго | 5 сентября 2023 — 10 сентября 2024                                                              |
| 79-я сессия                                        | Филемон Янг                         | Камерун           | с 10 сентября 2024                                                                              |
| 80-я сессия                                        | Анналена Бербок                     | Германия          | вступит в должность 9 сентября 2025                                                             |